# Sumit Nagal
Sumit Nagal (ur. 16 sierpnia 1997 w Jhajjar) – indyjski tenisista, zwycięzca juniorskiego Wimbledonu 2015 w grze podwójnej, reprezentant kraju w Pucharze Davisa.

## Kariera tenisowa
W 2015 roku startując w parze z Lý Hoàng Namem zwyciężył w juniorskim turnieju wielkoszlemowego Wimbledonu. W finale indyjsko-wietnamska para pokonała duet Reilly Opelka-Akira Santillan 7:6(4), 6:4.
W przeciągu kariery zwyciężył w dwóch singlowych turniejach rangi ATP Challenger Tour.
W 2019 roku podczas US Open zadebiutował w turnieju głównym Wielkiego Szlema. Po wygraniu trzech meczów w eliminacjach odpadł w pierwszej rundzie turnieju, przegrywając z Rogerem Federerem.
W rankingu gry pojedynczej najwyżej był na 122. miejscu (24 sierpnia 2020), a w klasyfikacji gry podwójnej na 540. pozycji (8 października 2018).

### Zwycięstwa w turniejach ATP Challenger Tour w grze pojedynczej
| Końcowy wynik | Nr | Data                 | Turniej      | Nawierzchnia | Przeciwnik     | Wynik finału  |
| ------------- | -- | -------------------- | ------------ | ------------ | -------------- | ------------- |
| Zwycięzca     | 1. | 27 października 2019 | Bengaluru    | Twarda       | Jay Clarke     | 6:3, 3:6, 6:2 |
| Zwycięzca     | 2. | 27 października 2019 | Buenos Aires | Ceglana      | Facundo Bagnis | 6:4, 6:2      |

### Finały juniorskich turniejów wielkoszlemowych w grze podwójnej (1–0)
| Końcowy wynik | Nr | Data          | Turniej           | Nawierzchnia | Partner      | Przeciwnicy                   | Wynik finału |
| ------------- | -- | ------------- | ----------------- | ------------ | ------------ | ----------------------------- | ------------ |
| Zwycięzca     | 1. | 12 lipca 2015 | Wimbledon, Londyn | Trawiasta    | Lý Hoàng Nam | Reilly Opelka Akira Santillan | 7:6(4), 6:4  |